# Dáspera
Dáspera é uma aldeia da antiga freguesia de Alvito da Beira, Município de Proença-a-Nova e Distrito de Castelo Branco com 43 habitantes